# Oskoron brevichelis
Espèce
Oskoron brevichelis est une espèce d'opilions dyspnois de la famille des Taracidae.

## Distribution
Cette espèce est endémique des États-Unis. Elle se rencontre en Oregon dans les comtés de Lincoln, de Benton, de Clatsop, de Lane, de Douglas et de Coos et au Washington dans les comtés de Cowlitz, de Lewis et de Thurston.

## Description
Le mâle holotype mesure 2,25 mm et la femelle paratype 2,7 mm.

## Systématique et taxinomie
Cette espèce a été décrite par Shear en 2016.

## Publication originale
- Shear & Warfel, 2016 : « The harvestman genus Taracus Simon 1879, and the new genus Oskoron (Opiliones: Ischyropsalidoidea: Taracidae). » Zootaxa, no 4180, p. 1–71.